# Maurice Guérin (homme politique)
Pour les articles homonymes, voir Maurice Guérin et Guérin.
Maurice Guérin, né le 21 septembre 1887 à Angers (Maine-et-Loire) et mort le 6 juillet 1969 à Caluire-et-Cuire (Rhône), est un homme politique français.

## Biographie
Rédacteur en chef du journal La Liberté, Maurice Guérin a participé à la Résistance, durant la Seconde Guerre mondiale, au sein du comité de coordination d'Action chrétienne. Avant guerre, il a également été militant syndical, notamment en adhérant au « Sillon limousin », en 1905, et en devenant secrétaire général de l’Union départementale CFTC du Rhône de 1936 à 1945.

## Carrière politique

### Nomination
Maurice Guérin est désigné en qualité de membre de l'Assemblée consultative provisoire, en 1944, sous l'étiquette MRP, dans le cadre de son action de résistant. À ce titre, il a été membre de plusieurs commissions : affaires étrangères, déportés et pensions, information et propagande, prisonniers, réforme de l'État et de la législation.

### Mandats parlementaires
Du 21 octobre 1945 au 10 juin 1946, il est élu député du Rhône. Il est alors nommé membre de la Commission de la Constitution. Il est également désigné comme juré à la Haute cour de justice, où il occupe le poste de deuxième vice-président de cette juridiction, dont Louis Noguères est le président.
Du 2 juin 1946 au 27 novembre 1946, il est réélu député du Rhône. Il retrouve ses postes occupés lors de son premier mandats, tout en participant à d'autres commissions parlementaires, comme la Commission du Règlement et du suffrage universel, de la Commission des affaires économiques, de la Commission du travail et de la sécurité sociale et de la Commission des immunités parlementaires. Notamment, dans le cadre de la Commission des affaires économiques, il dépose, le 1er décembre 1949, un rapport sur le projet de loi portant statut général des entreprises publiques.
À partir du 10 novembre 1946, au 4 juillet 1951, il est élu, pour un troisième mandat, député du Rhône.